# Ningxia
Ningxia (xinès tradicional: 寧夏, xinès simplificat: 宁夏, pinyin: Níngxià, Wade-Giles: Ning-hsia; pinyin postal: Ningsia), nom sencer Regió Autònoma Ningxia Hui (xinès tradicional: 寧夏回族自治區, xinès simplificat: 宁夏回族自治区, pinyin: Níngxià Huízú Zìzhìqū), és una regió autònoma de la República Popular de la Xina, situada al nord-oest travessada pel riu Groc. Limita al nord amb la regió autònoma de Mongòlia Interior, a l'est amb la província de Shaanxi i al sud amb la de Gansu.

## Economia
Ningxia és una regió amb àmplies zones desèrtiques i amb seriosos problemes per a irrigar les zones agrícoles. L'agricultura es concentra en la conca del riu Groc. Entre els productes conreats en la zona destaquen la poma, el raïm i la síndria. Té importants jaciments de petroli, gas natural i carbó. Hi ha també dipòsits menors de fòsfor, or, coure i ferro. Les indústries principals de la zona són les elèctriques, metalúrgiques, tèxtils, papereres i d'alimentació.

## Subdivisions
Ningxia es divideix en 5 prefectures:
- Yinchuan (银川), capital de Ningxia
- Shizuishan (石嘴山)
- Zhongwei (中卫)
- Wuzhong (吴忠)
- Guyuan (固原)

## Població
Encara que no és l'ètnia majoritària en la regió (representen un 34,7% del total de la població), Ningxia és coneguda com la terra de l'ètnia hui. Molts d'aquests són descendents dels antics comerciants procedents de Pèrsia i l'Aràbia que viatjaven per la Ruta de la Seda. Els trets dels hui i els han són molt similars; la principal diferència entre ambdues ètnies rau en la religió: els hui són majoritàriament musulmans.

## Història
El territori de Ningxia havia estat ocupat des de ben antic. Al segle iii aC la invadiren els yue-che, que foren expulsats el 177-165 aC pels hiong nu. Al segle xi formaria part del regne tangut i al segle xiii fou envaïda per Genguis Kan. Durant les dinasties Tang i Han (206 aC-907) fou un important centre del tràfic comercial (hi ha restes de la Gran Muralla). Però hi ha problemes de datació dels períodes perquè els anys xinesos són solars.
La llegenda parla que l'islam va penetrar a la Xina amb 3.000 guerrers enviats d'ambaixada a Tai Tsong (627-650), i diuen que el primer a introduir l'islam entre els xinesos fou Sa'id ibn Abu Waqqas (Wan-ko Ssu) el 629. Però la primera inscripció islàmica a la Xina la va fer l'emperador Tien Pao el 742. I el 757 el califa va enviar 40.000 musulmans a la Xina per sufocar una revolta contra l'emperador.
Durant segles els musulmans es van establir arreu de la Xina. Al segle xiv es creu que eren uns 4 milions a la Xina, la minoria més important, i eren presents a tots els aspectes de la vida política xinesa, però confinats en llurs comunitats, situades arreu del país. Però alguns eren prepotents i maltractaven els xinesos, cosa que provocà enveges. El 1342-1347 Ibn Battuta va viatjar a la Xina, i afirmà que tenien assentaments propis. I el 1355 l'islam fou reconegut per l'emperador com a Qingzhenjiao (veritable pura religió).
Amb la dinastia Ming (1368-1644) la situació va canviar, i els obligaren a instal·lar-se a les zones frontereres del nord-oest (Ningxia) i del sud-oest (Yunnan), cosa que els dispersà i dificultà la seva cohesió nacional. Se'ls anomenà Hui-min o Hui-tsu que vol dir "musulmans". Tradicionalment aquests musulmans foren sunnites i hanafites i van mantenir bones relacions amb els musulmans de Kansu, Sinkiang i Tch'ing-hai. Al que fou després la regió moderna hi predominaven els sufites nakhshbandites.
El 1862 es van revoltar els musulmans del nord-oest dirigits per Ma Hua-hung (1862-1877) i Ningxia fou el seu quarter general. Els seus successors van dirigir la confraria dels Djahriyya (fins i tot sota els comunistes). Després de la Revolució del 1912 van ser reconeguts com una de les cinc races de la Xina; es va concedir certa autonomia a les regions musulmanes del nord-oest, però seran controlades pels senyors de la guerra musulmans, sovint enfrontats al poder central.

Bandera del clan Ma, qui dominà la regió del 1914 al 1928, proposada com a bandera de Ningxia

El 1929 el territori de Ningxia fou separat administrativament de Gansu, i el 1932 s'hi prohibiren els matrimonis mixtes.
El 1949 la majoria donarà suport als comunistes, ja que aquests els reconegueren l'estatut nacional i els hui foren declarats minoria nacional. Els comunistes van unir la major part de la regió a Mongòlia Interior el 1954 (amb el nom de Nei Mengku). El clan Ma va donar suport a Mao Zedong. Els hui ocuparen càrrecs públics a la regió en nombre proporcional al seu percentatge a tots els nivells polítics, econòmics i socials. I es van fer nombroses obres d'infraestructura i es van construir nombroses empreses; també es va millorar la rompuda de terres i obres d'irrigació. Però es distanciaren el 1957, quan començaren les crítiques antireligioses.
L'octubre de 1958 la part central va rebre formalment autonomia com a regió de Ningxia Hui, ja que Mao Zedong els considerava útils per a tenir bones relacions amb els països islàmics. Foren focus de crítiques nacionalistes antiètniques i antireligioses, es tancaren les mesquites, i el 1958 el cap jahri dels nakshbandites Ma Zhenwu fou denunciat per "explotació". També confiscaren els wakf, destruïren les mesquites llevat la de Nin Jia a Pequín, i foren obligats a acceptar l'educació marxista. El 1960 quatre membres del govern foren deposats per "nacionalisme".
Després de la persecució nacional patida sota la Revolució Cultural (1966-1968), el 1971 es va crear una Assemblea Islàmica de la Xina per a tots els pobles islàmics del país. La part septentrional va restar incorporada a Nei Mengku (Mongòlia Interior) fins al 1976, quan es fixaren les fronteres definitives. El 1985 es va crear un Institut de Llengua Àrab, alhora que el gener del 1984 s'hi havien restaurat 1.400 mesquites. El febrer del 1994 es produïren lluites internes entre musulmans; quatre líders sufites nakshbandites foren condemnats a llargues penes de presó per donar suport a les disputes internes entre faccions a Ningxia, on moriren 60 persones, i hi hagueren d'enviar l'exèrcit.
La regió era la més densament poblada de totes les regions musulmanes amb 3.895.000 habitants el 1982, dels quals 1.235.207 eren musulmans.